# چنگیزتاو
چنگیزتاو (به قزاقی: Chingiztau) یک رشته‌کوه در قزاقستان است که در بلندی‌های قزاق واقع شده‌است. چنگیزتاو ۱٬۳۰۴ متر بالاتر از سطح دریا واقع شده‌است.